# توماس لوكاتيللي
توماس لوكاتيللي (بالإيطالية: Tomas Locatelli)‏ (9 يونيو 1976 ببيرغامو في إيطاليا - ) هو لاعب كرة قدم إيطالي في مركز الهجوم. شارك مع منتخب إيطاليا تحت 18 سنة لكرة القدم ومنتخب إيطاليا تحت 21 سنة لكرة القدم ومنتخب إيطاليا لكرة القدم. أما مع النوادي، فقد لعب مع أتالانتا وإيه سي ميلان ونادي أودينيزي ونادي بولونيا ونادي سبال ونادي سيينا ونادي مانتوفا ونادي أريتسو.

## مسيرته الكروية
لعب توماس لوكاتيللي خلال مسيرته الاحترافية مع 7 أندية في تسعة عشر موسمًا وسجل خلالها 41 هدفًا ضمن 390 مباراة. ولم يفز بأي موسم بالكأس وفاز في موسم واحد بالدوري.
خاض توماس لوكاتيللي مسيرته مع نادي أتالانتا في موسم 1993–94 ولمدة موسمين، مشاركًا في 33 مباراة سجل خلالها هدفًا واحدًا. ثم انتقل إلى نادي إيه سي ميلان في موسم 1995–96 ولمدة موسمين، حيث شارك في 10 مباريات ولم يسجل أي هدف. لينتقل بعدها إلى نادي أودينيزي في موسم 1996–97 ليلعب معه أربعة مواسم، مشاركًا في 93 مباراة سجل خلالها 7 أهداف. ثم انتقل إلى نادي بولونيا في موسم 2000–01 ليلعب معه خمسة مواسم، مشاركًا في 111 مباراة سجل خلالها 17 هدفًا. هذا وانتقل لاحقًا إلى نادي سيينا في موسم 2005–06 واستمر معه طيلة ثلاثة مواسم، مشاركًا في 81 مباراة سجل خلالها 9 أهداف. ثم انتقل بعدها إلى نادي مانتوفا في موسم 2008–09 ولمدة موسمين، مشاركًا في 52 مباراة سجل خلالها 7 أهداف. ليعود وينتقل من جديد، لكن هذه المرة إلى نادي سبال في موسم 2010–11 لمدة موسم واحد، مشاركًا في 10 مباريات ولم يسجل أي هدف.

## روابط خارجية
- توماس لوكاتيللي على موقع قاعدة بيانات كرة القدم.إي يو (الإنجليزية)
- توماس لوكاتيللي على موقع ناشيونال فوتبول تيمز (الإنجليزية)